# La Coka Nostra
La Coka Nostra (kurz LCN) ist eine US-amerikanische Hip-Hop-Supergroup, bestehend aus Everlast, DJ Lethal, Danny Boy, (alle zuvor bei House of Pain), Ill Bill (zuvor bei Non Phixion) und Slaine (Special Teamz).

## Geschichte
La Coka Nostra entstand 2005 als loser Zusammenschluss von Künstlern, die durch Danny Boy verbunden wurden. Danny Boy hatte nach der Auflösung von House of Pain zunächst Abstand vom Rap genommen, um Zeit in Videoproduktion, Mode und die Beratung anderer Künstler zu investieren. Er traf Slaine in Boston und konnte diesen mit seinen Texten begeistern. Daraufhin wollten die beiden zusammen ein paar Tracks aufnehmen. Es schlossen sich noch weitere Künstler an, darunter die ehemaligen Mitglieder von House of Pain, Ill Bill sowie Mitglieder von Psycho Realm, Special Teamz und weitere. 2006 hatte sich das Line-Up gefestigt und es wurde an einem gemeinsamen Album gearbeitet.
Ende 2008 kam La Coka Nostra beim Punk/Hardcore-Label Suburban Noize Records unter Vertrag und veröffentlichte am 14. Juli 2009 das Debüt-Album A Brand You Can Trust. A Brand You Can Trust umfasst 15 Lieder, darunter Gastauftritte von Snoop Dogg, Bun B, Sick Jacken, B-Real, Sen Dog, Immortal Technique, Big Left und Q-Unique. Thematisch geht es in dem Album um Politik, Tod, Drogenabhängigkeit und Terrorismus.
Am 2. März 2012 gab Everlast seinen Ausstieg bei La Coka Nostra bekannt, um mehr Zeit mit seiner kranken Tochter zu verbringen. Am 31. Juli 2012 erschien das zweite Album Masters of the Dark Art mit Gastauftritten von Vinnie Paz, Sean Price, Thirstin Howl III, Sick Jacken und Big Left.

## Weitere Produzenten und Künstler
- Sick Jacken (Sick Symphonies und Psycho Realm) – MC
- Cynic (Sick Symphonies) – Produzent
- Q-Unique (Arsonists) – MC und Produzent
- DJ Muggs (Cypress Hill) – Produzent
- Sicknature – MC und Produzent
- DJ Mek (ScaryÉire) – DJ und Produzent
- B-Real (Cypress Hill) – MC

## Diskografie

### Studioalben
- 2009: A Brand You Can Trust
- 2012: Masters of the Dark Arts
- 2016: To Thine Own Self Be True

### Mixtapes
- 2009: The Audacity of Coke (Promo-Mixtape für A Brand You Can Trust)
- 2009: The Height of Power
- 2009: The LCN Familia Vol 1 & Vol 2
- 2012: The Maple Leaf Massacre

### EPs
- 2009: 100% Pure Coka

### Weitere Veröffentlichungen
- 2009: Nuclear Medicinemen (Snowgoons Remix) (feat. Q-Unique und Immortal Technique) (Juice Exclusive! auf Juice-CD #102)